# Liste des monastères de l'Église orthodoxe serbe

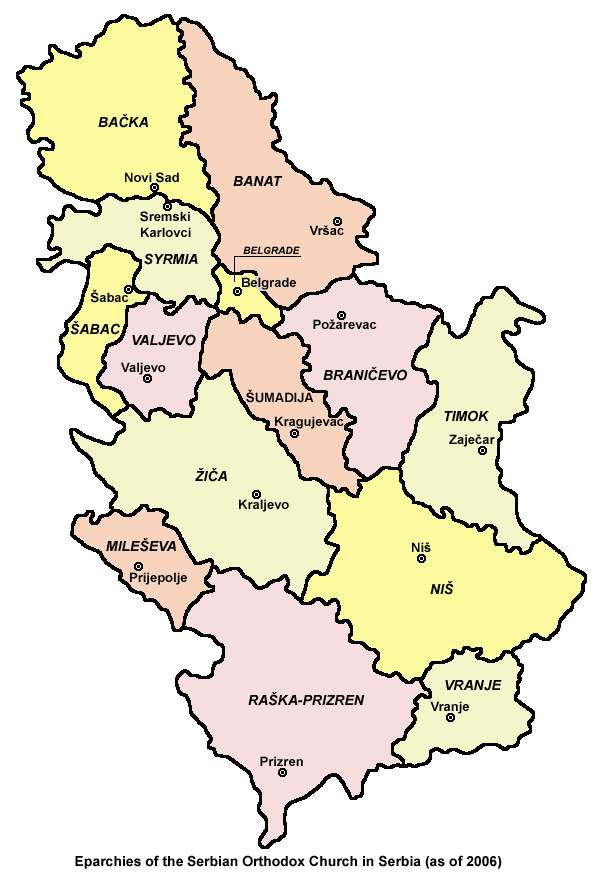
Les éparchies de Serbie

## Serbie

### Éparchie duBanat

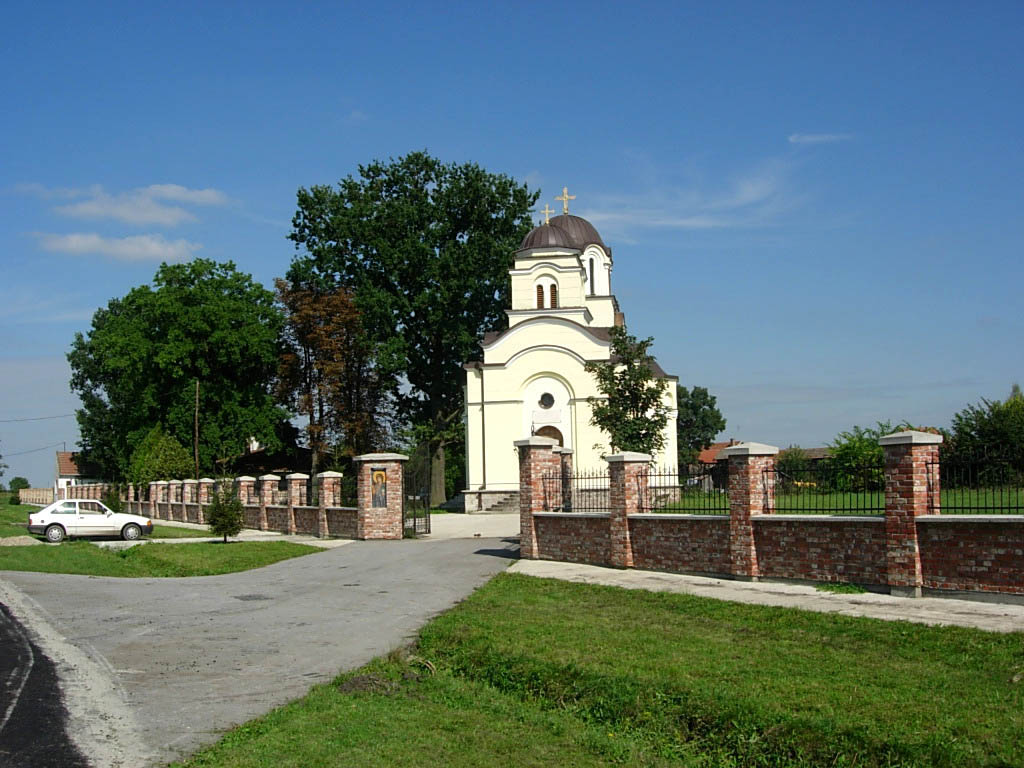
Le monastère de Hajdučica

L'éparchie du Banat est située dans la province de Voivodine au nord de la Serbie.

### Éparchie de Bačka

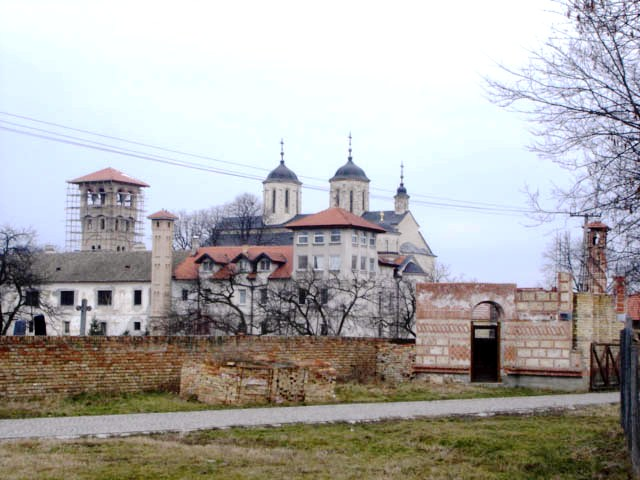
Le monastère de Kovilj

L'éparchie de Bačka est située dans la province de Voivodine, au nord de la Serbie.

### Eparchie de Syrmie
L'éparchie de Syrmie est située dans la province de Voivodine, au nord de la Serbie.

### Archevêché deBelgrade-Karlovci
L'archevêché de Belgrade-Karlovci compte 12 monastères.

### Éparchie de Vranje
L'éparchie de Vranje est située au sud-est de la Serbie.

### Éparchie de Žiča
L'éparchie de Žiča est située dans l'ouest de la Serbie ; elle a son siège au monastère éponyme de Žiča.

### Éparchie deŠabacet Éparchie deValjevo
Cette éparchie est située en province Serbie centrale au centre de la Serbie.

### Éparchie de Ras-Prizren
L'éparchie de Ras-Prizren est située en partie sur l'extrême sud-ouest de la Serbie centrale et en partie sur le Kosovo et la Métochie.

## Monastères serbes enCroatie

### Métropole de Zagreb et de Ljubljana
| Français                         | Serbe cyrillique     | Emplacement     | Datation    |
| -------------------------------- | -------------------- | --------------- | ----------- |
| Monastère de Bršljanac           | Манастир Бршљанац    | Moslavačka gora | 1715        |
| Monastère de Marča               | Манастир Марча       | Stara Marča     | XVIe siècle |
| Monastère de la Sainte-Parascève | Манастир Свете Петке | Zagreb          | 1936        |
| Monastère de Lepavina            | Манастир Лепавина    | Koprivnica      | Vers 1550   |

### Éparchie de Gornji Karlovac
| Français                | Serbe cyrillique    | Datation            | Emplacement   |
| ----------------------- | ------------------- | ------------------- | ------------- |
| Monastère de Gomirje    | Манастир Гомирје    | 1600                | Gomirje       |
| Monastère de Komogovina | Манастир Комоговина | 1693                | Komogovina    |
| Monastère de Medak      | Манастир Медак      |                     | Medak         |
| Monastère de Gorica     | Манастир Горица     | Fin du XVIIe siècle | Donji Budački |

### Éparchie de Dalmatie
| Français                        | Serbe cyrillique                   | Datation | Emplacement |
| ------------------------------- | ---------------------------------- | -------- | ----------- |
| Monastère de Krka               | Манастир Крка                      | 1350     | Kistanje    |
| Monastère de Krupa              | Манастир Крупа                     | 1317     | Krupa       |
| Monastère de Dragović           | Манастир Драговић                  | 1395     | Koljane     |
| Monastère de Lazarica           | Манастир Лазарица                  | 1874     | Zvjerinac   |
| Monastère Saint-Basile-d'Ostrog | Манастир Светог Василија Острошког | 2005     | Crnogorci   |
| Monastère d'Oćestovo            | Манастир Оћестово                  | 2005     | Oćestovo    |

### Éparchie de Pakrac et de Slavonie
| Français               | Serbe cyrillique   | Datation    | Emplacement    |
| ---------------------- | ------------------ | ----------- | -------------- |
| Monastère d'Orahovica  | Манастир Ораховица | XVIe siècle | Duzluk         |
| Monastère de Jasenovac | Манастир Јасеновац | 1999        | Jasenovac      |
| Monastère de Pakra     | Манастир Пакра     | XVIe siècle | Sirač          |
| Monastère Sainte-Anne  | Манастир Свете Ане | XVe siècle  | Donja Vrijeska |

### Éparchie d'Osijek et de Baranja
| Français                                     | Serbe cyrillique                    | Datation | Emplacement          |
| -------------------------------------------- | ----------------------------------- | -------- | -------------------- |
| Monastère de la Dormition-de-la-Mère-de-Dieu | Манастир Успења Пресвете Богородице | 1758     | Municipalité d'Erdut |